# Gonatocerus tolstoii
Gonatocerus tolstoii är en stekelart som beskrevs av Girault 1913. Gonatocerus tolstoii ingår i släktet Gonatocerus och familjen dvärgsteklar. Inga underarter finns listade i Catalogue of Life.